# ダーウィン・バーニー
ダーウィン・ジェームズ・クナネ・バーニー（Darwin James Kunane Barney , 1985年11月8日 - ）は、 アメリカ合衆国・オレゴン州ポートランド出身の元プロ野球選手（二塁手）。右投右打。愛称はダー・バー。
母方の祖父が日本人、祖母は韓国人であり、父はハワイ州の出身である。祖父の名字は山本で、バーニーの左肩には漢字で「山本」と刺青がされている。

## 経歴

### カブス時代

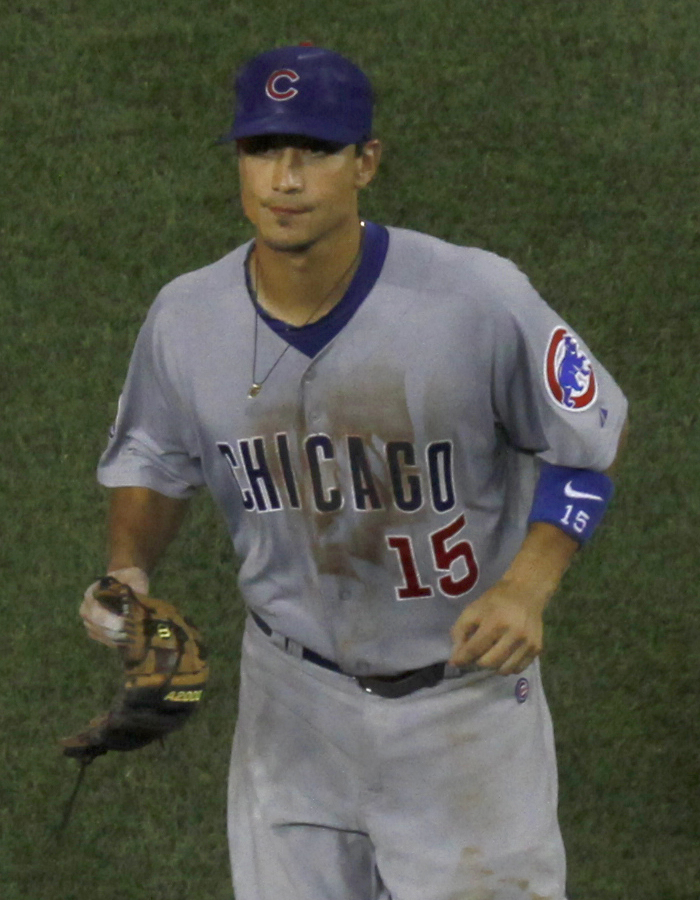
シカゴ・カブス時代
(2011年7月7日)

2007年のMLBドラフト4巡目（全体127位）でシカゴ・カブスに指名され、7月9日に契約した。
2010年8月12日のジャイアンツ戦でメジャーデビューを果たした。それまでは遊撃手だったが、カブスには正遊撃手スターリン・カストロがいるため二塁手に転向した。
2011年には二塁手のレギュラーの座を掴んだ。ナ・リーグの新人王投票では7位（最下位タイ）だった。
2012年は守備防御点（DRS）で全選手中最高の+28を記録し、フィールディング・バイブル・アワードを初受賞した。更に、ゴールドグラブ賞にも選出された。このシーズンは二塁手としての連続自身無失策試合141を記録。
2014年2月6日にカブスと230万ドルの1年契約に合意した。開幕後は正二塁手として72試合に出場したが、打率.230・2本塁打・16打点・1盗塁と結果を残せず、7月22日にDFAとなった。

### ドジャース時代

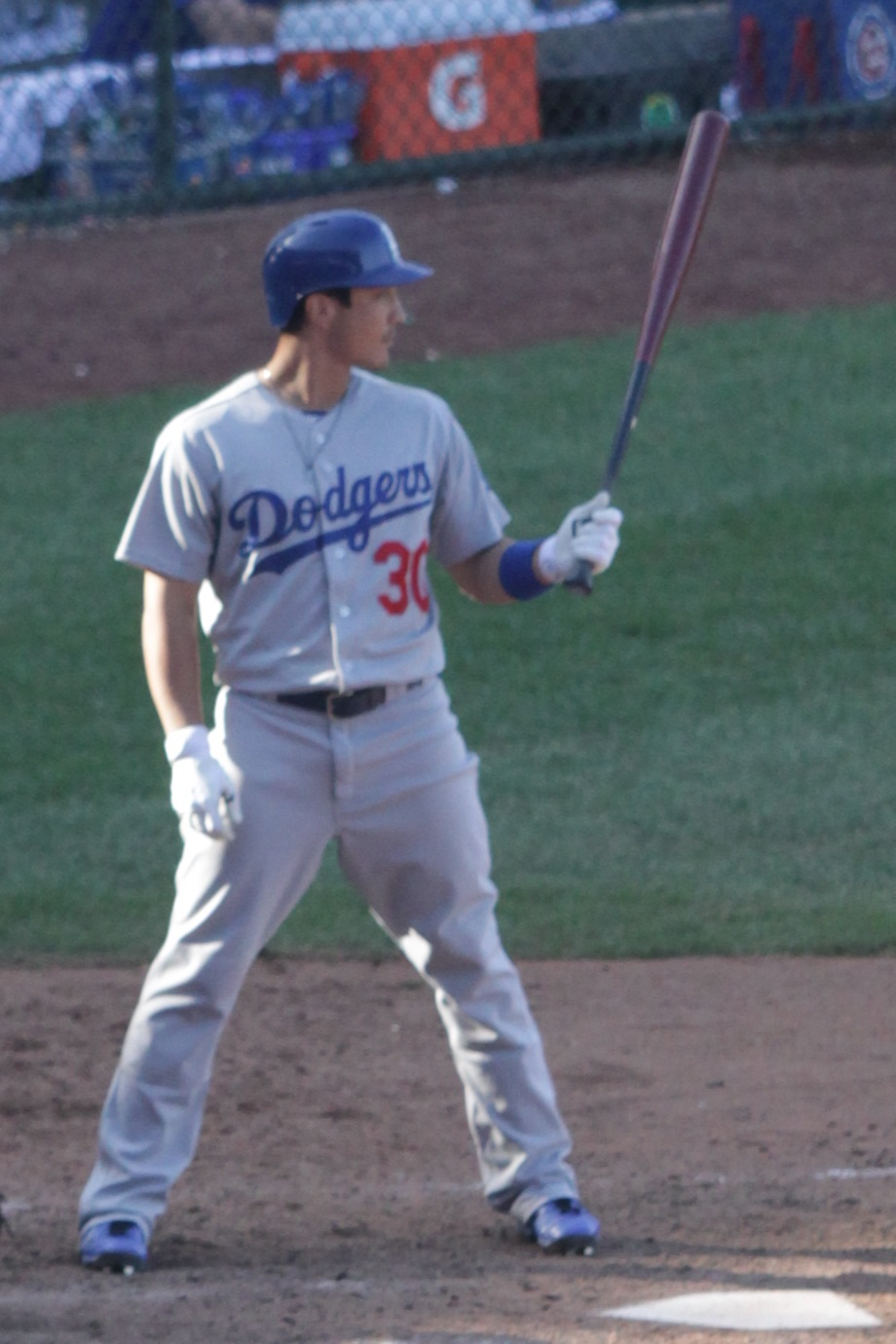
ロサンゼルス・ドジャース時代
(2014年9月19日)

2014年7月28日に後日発表選手とのトレードで、ロサンゼルス・ドジャースへ移籍した。
2015年は2試合の出場にとどまり、4月14日に25人ロースターから外れ、6月12日にDFAとなった。その後もAAA級オクラホマシティ・ドジャースに所属した。

### ブルージェイズ時代
2015年9月13日にトロイ・トゥロウィツキーの負傷に伴って後日発表選手とのトレードで、トロント・ブルージェイズへ移籍した。ブルージェイズ加入後は控え内野手としてプレーし、15試合で打率.304をマークして結果を残した。守備面では、全15試合で二塁手の守備に就いたが、1失策・守備率.971・DRS -1という内容に終わり、過去に2年連続でゴールドグラブ賞を獲得した頃の輝きは見られなかった。10月19日、パット・ベンディットの獲得に伴ってDFAとなり、10月22日にFAとなったが、12月11日に1年契約で再契約した。
2016年は内野のユーティリティとして起用され、3年ぶりの100超となる104試合に出場。打率.269・4本塁打・19打点・2盗塁・OPS0.695という成績を記録し、バーニーとしては打撃好調を維持した。守備面では、本職のセカンドを守った40試合が最多で、4失策・守備率.976ながら、DRSでは +5を記録したほか、サードとショートもそれぞれ25試合以上で守ってプラスのDRSをマークし、以前の守備力を多少取り戻した恰好となった。7月1日のクリーブランド・インディアンス戦では延長19回にマウンドに上がったが、カルロス・サンタナに決勝本塁打を浴び敗戦投手となった。
2017年オフの11月2日にFAとなった。

### レンジャーズ傘下時代
2018年2月5日にテキサス・レンジャーズとマイナー契約を結び、同年のスプリングトレーニングに招待選手として参加することになった。同年5月19日解雇された。

### 現役引退後
2019年12月31日にレンジャーズ傘下AAA級ナッシュビル・サウンズの監督に就任することが発表されたが、マイナーリーグの2020年シーズンが新型コロナウイルスの感染拡大により開催されなかったため、実際に公式戦で指揮を執ることはなく、シーズン終了後に退団した。
2021年からは母校のオレゴン州立大学でコーチを務める。

## 詳細情報

### 年度別打撃成績
| 年 度    | 球 団    | 試 合 | 打 席 | 打 数 | 得 点 | 安 打 | 二 塁 打 | 三 塁 打 | 本 塁 打 | 塁 打 | 打 点 | 盗 塁 | 盗 塁 死 | 犠 打 | 犠 飛 | 四 球 | 敬 遠 | 死 球 | 三 振 | 併 殺 打 | 打 率 | 出 塁 率 | 長 打 率 | O P S |
| -------- | -------- | ----- | ----- | ----- | ----- | ----- | -------- | -------- | -------- | ----- | ----- | ----- | -------- | ----- | ----- | ----- | ----- | ----- | ----- | -------- | ----- | -------- | -------- | ----- |
| 2010     | CHC      | 30    | 85    | 79    | 12    | 19    | 4        | 0        | 0        | 23    | 2     | 0     | 0        | 0     | 0     | 6     | 0     | 0     | 12    | 0        | .241  | .294     | .291     | .585  |
| 2011     | CHC      | 143   | 571   | 529   | 66    | 146   | 23       | 6        | 2        | 187   | 43    | 9     | 2        | 7     | 4     | 22    | 2     | 8     | 67    | 14       | .276  | .313     | .353     | .666  |
| 2012     | CHC      | 156   | 588   | 548   | 73    | 139   | 26       | 4        | 7        | 194   | 44    | 6     | 1        | 3     | 1     | 33    | 1     | 3     | 58    | 11       | .254  | .299     | .354     | .653  |
| 2013     | CHC      | 141   | 555   | 501   | 49    | 104   | 25       | 1        | 7        | 152   | 41    | 4     | 2        | 4     | 6     | 36    | 5     | 6     | 64    | 22       | .208  | .266     | .303     | .569  |
| 2014     | CHC      | 72    | 217   | 204   | 18    | 47    | 10       | 2        | 2        | 67    | 16    | 1     | 0        | 2     | 1     | 9     | 2     | 1     | 31    | 1        | .230  | .265     | .328     | .594  |
| 2014     | LAD      | 22    | 45    | 33    | 6     | 10    | 1        | 0        | 1        | 14    | 7     | 0     | 0        | 0     | 1     | 8     | 0     | 3     | 3     | 0        | .303  | .467     | .424     | .891  |
| '14計    | LAD      | 94    | 262   | 237   | 24    | 57    | 11       | 2        | 3        | 81    | 23    | 1     | 0        | 2     | 2     | 17    | 2     | 4     | 34    | 1        | .241  | .300     | .342     | .642  |
| 2015     | LAD      | 2     | 4     | 4     | 0     | 0     | 0        | 0        | 0        | 0     | 0     | 0     | 0        | 0     | 0     | 0     | 0     | 0     | 0     | 0        | .000  | .000     | .000     | .000  |
| 2015     | TOR      | 15    | 26    | 23    | 4     | 7     | 1        | 0        | 2        | 14    | 4     | 0     | 0        | 2     | 0     | 1     | 0     | 0     | 2     | 0        | .304  | .333     | .609     | .942  |
| '15計    | TOR      | 17    | 30    | 27    | 4     | 7     | 1        | 0        | 2        | 14    | 4     | 0     | 0        | 2     | 0     | 1     | 0     | 0     | 2     | 0        | .259  | .286     | .519     | .804  |
| 2016     | TOR      | 104   | 306   | 279   | 35    | 75    | 13       | 2        | 4        | 104   | 19    | 2     | 2        | 2     | 2     | 22    | 1     | 1     | 48    | 8        | .269  | .322     | .373     | .695  |
| 2017     | TOR      | 129   | 362   | 336   | 34    | 78    | 14       | 0        | 6        | 110   | 25    | 7     | 2        | 5     | 1     | 18    | 0     | 2     | 64    | 13       | .232  | .275     | .327     | .602  |
| MLB：8年 | MLB：8年 | 814   | 2759  | 2536  | 297   | 625   | 117      | 15       | 31       | 865   | 201   | 29    | 9        | 25    | 16    | 155   | 11    | 24    | 349   | 69       | .246  | .294     | .341     | .635  |

- 2017年度シーズン終了時

### 表彰
- ゴールドグラブ賞：1回（2012年）
- フィールディング・バイブル・アワード（二塁手部門）：1回（2012年）

### 背番号
- 15 (2010年 - 2014年途中)
- 30 (2014年途中 - 同年終了)
- 6 (2015年 - 同年途中)
- 18 (2015年途中 - 2017年)